# Rosemaries Baby
Rosemaries Baby (Originaltitel: Rosemary’s Baby) ist ein US-amerikanischer Horrorfilm von Roman Polański aus dem Jahr 1968. Die Romanvorlage stammt von dem Bestsellerautor Ira Levin. Der mehrfach ausgezeichnete Klassiker gilt als Meisterwerk und Inspirationsquelle für viele nachfolgende Horrorfilme.

## Handlung
Der erfolglose Schauspieler Guy Woodhouse und seine Frau Rosemarie besichtigen eine Mietwohnung im siebten Stock des Bramford House im Zentrum von New York. Vor allem Rosemarie ist begeistert von der Wohnung. Obwohl Hutch, ein guter Freund der beiden, ihnen berichtet, das Haus sei in der Vergangenheit Schauplatz mysteriöser Todesfälle gewesen, beschließen die beiden, die Wohnung zu nehmen, und ziehen ein. 
In der Waschküche lernt Rosemarie die etwa gleichaltrige Terry kennen, die früher drogensüchtig war und auf der Straße lebte. Sie wohnt im selben Stockwerk wie Rosemarie bei dem älteren Ehepaar Minnie und Roman Castevet, denen sie nach eigener Aussage viel verdankt. Sie zeigt Rosemarie ihr Amulett, das die Castevets ihr geschenkt haben: ein mit übelriechendem Kraut gefüllter Anhänger in Form einer durchbrochenen Metallkugel. Kurz danach kommt Terry durch einen Sturz aus dem Fenster ums Leben. Bei der Zeugenbefragung durch die Polizei lernen Rosemarie und Guy das etwas extravagante Nachbarspaar kennen. Auf deren Drängen hin besuchen sie diese zum Abendessen. Im Gegensatz zu Rosemarie ist Guy nach dem Besuch vor allem von Roman sehr angetan, freundet sich mit dem Paar an und verbringt zunehmend Zeit bei ihnen.
Guy hat sich für eine bedeutende Rolle beworben, wird aber zunächst nicht genommen. Weil der Schauspieler Donald Baumgart, der für die Rolle ausgewählt wurde, plötzlich erblindet, erhält er die Rolle dann doch. Bald schlägt Guy Rosemarie vor, ein Kind zu bekommen, was ein lang gehegter Wunsch Rosemaries ist. Unterdessen schenken ihr die Castevets das mit „Taniswurzel“ gefüllte Amulett, das Terry gehört hatte.
In der Nacht, als Rosemarie und Guy vorhaben, ihr Kind zu zeugen, kommt Minnie Castevet vorbei, als sie gerade zu Abend essen, und bringt ihnen zwei Becher mit Mousse au Chocolat vorbei. Rosemarie beklagt sich über einen kalkigen Beigeschmack und isst nur wenig davon. Danach wird ihr schlecht und sie schläft entgegen den ursprünglichen Absichten des Paares erschöpft ein. Dabei träumt sie, sie würde vor den Augen von Guy, Minnie, Roman und weiteren Personen von einem monströsen Wesen vergewaltigt. Als sie am Morgen aufwacht und an ihrem Körper Kratzspuren entdeckt, erzählt ihr Guy, dass er mit ihr geschlafen habe, während sie bewusstlos war, weil er während ihrer fruchtbaren Tage „die Nacht nicht verpassen“ wollte.
Rosemarie erfährt von ihrem Frauenarzt Dr. Hill, dass sie schwanger ist. Minnie, Roman und Guy drängen Rosemarie nun, anstelle ihres bisherigen Arztes den mit den Castevets befreundeten, besonders renommierten Gynäkologen Dr. Sapirstein aufzusuchen. Auf dessen Verordnung hin nimmt sie von nun an täglich von Minnie zubereitete Kräutertränke zu sich. Rosemarie leidet während der ersten Monate ihrer Schwangerschaft unter unerklärlichen Unterleibsschmerzen, die ihr neuer Arzt herunterspielt und mit Aspirin behandelt. Hutch ist entsetzt darüber, wie mager und blass Rosemarie ist. Er verspricht ihr, herauszufinden, was es mit der „Taniswurzel“ in dem Amulett auf sich hat, das sie seit Beginn der Schwangerschaft ständig um den Hals trägt. Als Rosemarie eine Party für langjährige Freunde gibt, raten ihr die Freundinnen, den Frauenarzt zu wechseln. Gegen den ausdrücklichen Willen ihres Mannes entschließt sich Rosemarie auch dazu, doch da hören die Schmerzen urplötzlich auf.
Hutch verabredet sich telefonisch mit Rosemarie, um ihr etwas Wichtiges mitzuteilen, erscheint dann jedoch nicht, weil er völlig unerwartet ins Koma gefallen ist. Er stirbt einige Zeit darauf und hinterlässt der mittlerweile hochschwangeren Rosemarie ein Buch über Hexerei. Darin liest sie, Satanisten könnten persönliche Gegenstände ihrer Opfer benutzen, um den Besitzern Schaden zuzufügen. Sie erinnert sich, dass Guy und Baumgart einmal ihre Krawatten vertauscht hatten und Hutch nach seinem Besuch einen Handschuh vermisste. Zudem erfährt sie aus dem Buch, dass Roman der Sohn des bekannten Satanisten Adrian Marcato ist, der ebenfalls im Bramford House gelebt hat. Sie vermutet, dass die Castevets ihr ungeborenes Kind dem Teufel versprochen haben, und will sie nicht mehr sehen.
Rosemarie berichtet Dr. Sapirstein von Romans wahrer Identität. Darauf sagt er ihr, Roman sei todkrank und das Ehepaar Castevet begebe sich deshalb auf eine längere Abschiedsreise nach Europa. Das beruhigt sie zunächst, und sie verabschiedet sich freundschaftlich von den Castevets. Als auch Sapirstein ihr verdächtig erscheint, sucht sie Hilfe bei Dr. Hill und erzählt ihm von ihren Vermutungen über eine Verschwörung. Der Arzt hört ihr aufmerksam zu und verspricht Hilfe, informiert aber dann ohne ihr Wissen seinen Kollegen Dr. Sapirstein, der schließlich zusammen mit Guy erscheint und Rosemarie nach Hause bringt. Als sie im Treppenhaus flieht und sich einschließt, dringen einige der Satanisten irgendwie in die Wohnung ein und Dr. Sapirstein verabreicht Rosemarie starke Beruhigungsmittel. Während sie betäubt ist, kommt ihr Kind zur Welt.
Als Rosemarie das Kind einige Tage später sehen will, offenbart man ihr, es sei bei der Geburt gestorben. Rosemarie ist misstrauisch, denn eine Nachbarin, die sie pflegt, nimmt regelmäßig auch ihre Muttermilch mit. Später hört sie ein Kind in der Wohnung der Castevets schreien. Daraufhin schleicht sie mit einem Küchenmesser bewaffnet durch eine geheime Verbindungstür zu den Nachbarn. Dort trifft sie auf die versammelten Satanisten, darunter Minnie und Roman Castevet, Guy und Dr. Sapirstein, die sich um eine schwarze Kinderwiege geschart haben, über der ein umgedrehtes Kreuz hängt und in der offensichtlich ihr Kind liegt. Der Junge heißt Adrian, offenbar im Gedenken an Steven Marcatos Vater. Rosemarie erschrickt, als sie seine Augen sieht (die im Film nicht gezeigt werden). Roman erklärt, das Kind habe „die Augen seines Vaters“ und sei von Satan gezeugt worden. Guy erklärt Rosemarie, er habe sich mit den Satanisten eingelassen, weil sie ihm eine großartige Schauspielerkarriere und damit ein besseres Leben für sie beide ermöglichen können. Man habe ihm auch zugesichert, dass ihr nichts geschehe. Als Antwort spuckt sie ihm ins Gesicht. Ihre Abscheu weicht allerdings einem fürsorglichen Impuls, als Roman sie einlädt, ihre Mutterrolle aktiv auszuüben. Als sie Adrian weinen hört, blickt sie liebevoll in die Wiege und schaukelt das Kind.

## Hintergrund

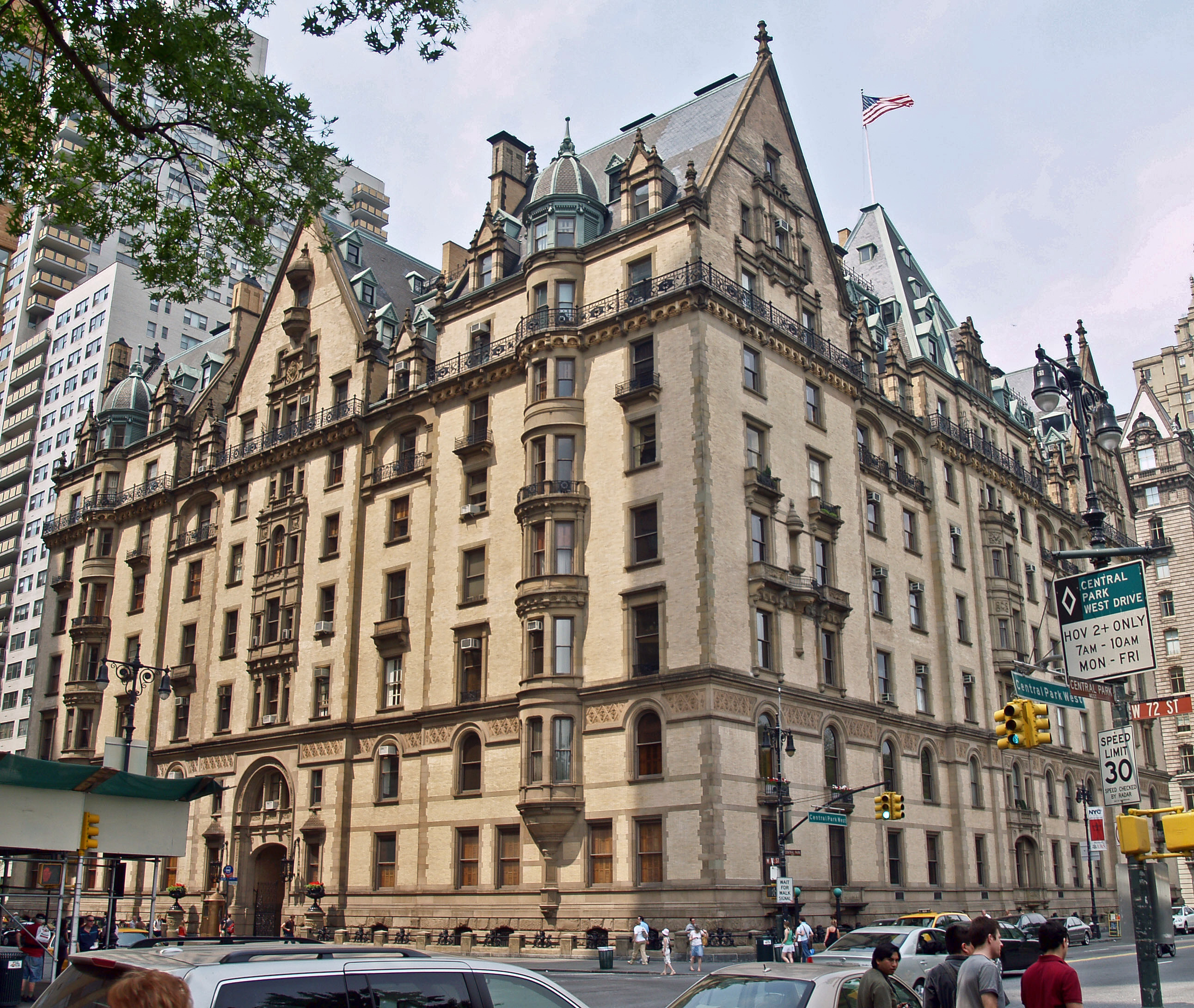
Das Dakota Building (im Film „Bramford House“), wo die Außenaufnahmen des Films entstanden

Mia Farrow gelang mit diesem Film der internationale Durchbruch als Schauspielerin. Die Reaktion der Kritiker und des Publikums war gespalten. Der Horrorfilm stieß vor allem in amerikanischen Kirchenkreisen auf massive Kritik und wurde vom National Catholic Office for Motion Pictures (NCOMP) wegen „Perversion fundamentaler christlicher Glaubensvorstellungen“ und „Verhöhnung religiöser Persönlichkeiten und Gebräuche“ mit dem Prädikat C für „Condemned“ („Missbilligt“) belegt. Dennoch wurde er ein Kassenschlager.
Mit Rosemaries Baby gelang dem polnischen Regisseur nach Tanz der Vampire (1967) ein weiterer Erfolgsfilm, der als einer der ersten einer Reihe von Horrorfilmen mit einer vergleichbaren Thematik gilt: Der Exorzist (1973), Das Omen (1976) oder Carrie (1976).
Der Film, der mit einem Budget von 2,3 Mio. US-Dollar hergestellt wurde, spielte an den Kinokassen 30 Mio. US-Dollar ein. Die Dreharbeiten fanden zwischen dem 21. August und dem 6. Dezember 1967 größtenteils in den Paramount Studios in Los Angeles statt, in denen die Innenräume der beiden Wohnungen sowie die Flure des Dakota Buildings aufgebaut waren. Die wenigen Außenaufnahmen entstanden vor dem Dakota Building in New York, Central Park West.

## Kritiken
„Ein geniales Meisterwerk der Spannung und des Grauens.“

„Ira Levin’s gleichnamiges Buch besitzt ein Maximum an Phantasie, Polanski's streng danach gedrehter Schocker ein Höchstmaß an filmkünstlerischer Perfektion. Die Geschichte ist offensichtlich durch die biblischen Berichte von der Jungfrauengeburt inspiriert, doch läßt sie sich nicht kurzerhand als Lästerung abstempeln. Erwachsenen, die bereit sind, den Film lediglich als brillant gefertigten Horror abergläubischen Einschlags hinzunehmen, muß er unter diesem Vorbehalt empfohlen werden.“

„Roman Polanskis raffinierte Filmsatire spielt effektvoll mit traditionellem Aberglauben und Wahnvorstellungen sowie modernen Formen von Hexenjagd, Psychoanalyse und Horrorliteratur. Ein exzellentes Kinovergnügen.“

„In einer durchgehend realistischen New Yorker Umgebung gelang es Polanski, seine persönliche Vision von Bedrohung und Unheil anzusiedeln. Der Film ist sehr gelungen als raffinierte und ungewöhnlich vielschichtige Variation des Horrorfilms.“

„[Ein] Film des Grauens im Traumwandlerischen und Magischen, der in eine Welt der alltäglichen Halluzination versetzt. (Wertung: 3½ Sterne [außergewöhnlich])“

„[Im Gegensatz zur literarischen Vorlage] bezieht Polanskis Inszenierung ihre verstörende Spannung gerade aus der stetigen Doppeldeutigkeit: Die rationale Erklärung (eine neurotische und paranoide Verengung von Rosemarys Wahrnehmung) steht der dramaturgisch konsequenten, aber völlig irrationalen Verschwörungstheorie gleichberechtigt gegenüber.“

„Facetten der Filmmusik sind genauso kunstvoll überdreht wie die oscar-gekrönten Gesten der Minnie Castevet (Ruth Gordon), die als hausbackene, hilfsbereite, aufdringliche und manipulative alte Dame der personifizierte Horror im Film ist. […] [Die] überaus detaillierte Musikdramaturgie ist […] ein Musterbeispiel dafür, wie nachhaltiger Grusel ohne Musikklischees entstehen kann.“

„Roman Polanskis raffinierter Horrorfilm spielt effektvoll mit traditionellen Formen des Aberglaubens, die er mit modernen psychoanalytischen Motiven verbindet. Die hintersinnige Story von der ‚jungfräulichen‘ Mutter, die von ihrem Gatten an den Teufel verkauft wird, verdankt ihre Wirkung nicht plumpen Schocks, sondern einer subtilen Spannungsdramaturgie: Das Grauen erwächst langsam aus der scheinbar ‚normalen‘ Alltagsrealität des modernen Großstadtlebens, das den Nährboden für Angst, Entfremdung und Paranoia bildet.“

## Wissenswertes
- Sam O’Steen, einer der beiden Filmeditoren, führte 1976 Regie bei der Fortsetzung Look What’s Happened to Rosemary’s Baby.
- Im September 2024 erschien das von Natalie Erika James inszenierte Prequel Apartment 7A, das die Vorgeschichte der von Julia Garner verkörperten Tänzerin Terry Gionoffrio erzählt.
- Die Stimme von Donald Baumgart wird im Original von Tony Curtis gesprochen, der zufällig das Filmset besuchte und von Polański spontan gebeten wurde, die Rolle zu übernehmen. Die Szene wurde sofort gedreht und Mia Farrow erfuhr erst hinterher, mit welcher Berühmtheit sie telefoniert hatte. Curtis erhielt für seinen Beitrag allerdings keine Gage und wurde auch weder im Vor- noch im Abspann erwähnt.
- Krzysztof Komedas Lullaby, das Wiegenlied, das den Vor- und Abspann schaurig untermalt, wird von Mia Farrow selbst gesungen.
- 2014 entstand unter dem Titel Rosemary’s Baby auch eine Miniserie, die von Agnieszka Holland inszeniert wurde. In den tragenden Rollen darin sind Zoë Saldaña und Patrick J. Adams zu sehen.
- Kinostart in der Bundesrepublik Deutschland war am 17. Oktober 1968, im deutschen Fernsehen lief der Film erstmals am 2. November 1975 um 21.00 Uhr im ersten Programm.
- 2014 wurde der Film ins National Film Registry aufgenommen.[10]

## Auszeichnungen
Rosemaries Baby war für verschiedene internationale Filmpreise nominiert. Nebendarstellerin Ruth Gordon erhielt für ihre Rolle als Minnie Castevet sowohl den Oscar wie auch den Golden Globe in der Kategorie der besten Nebendarstellerin.
Eine Übersicht verschiedener Preise und Nominierungen:
- 1968: Photoplay Award
- 1969: David di Donatello für Mia Farrow
- 1969: David di Donatello für Roman Polański (Bester ausländischer Regisseur)
- 1969: Oscar für Ruth Gordon (Beste Nebendarstellerin)
- 1969: Oscarnominierung für Roman Polański (Bestes adaptierte Drehbuch)
- 1969: Golden Globe für Ruth Gordon (Beste Nebendarstellerin)
- 1969: Golden-Globe-Nominierung für Mia Farrow (Beste Darstellerin – Drama)
- 1969: Golden-Globe-Nominierung für Roman Polański (Bestes Drehbuch – Drama)
- 1969: Golden-Globe-Nominierung für Krzysztof Komeda (Beste Filmmusik)
- 1969: Kansas City Film Critics Circle Award für Ruth Gordon
- 1969: Kansas City Film Critics Circle Award für Sidney Blackmer
- 1970: Prix Léon Moussinac der Association Française de la Critique de Cinéma
- Nominierung für den BAFTA Award für Mia Farrow
- Nominierung für den Directors Guild of America Award für die beste Regie
- Nominierung für den Writers Guild of America Award für das beste Drehbuch
- Nominierung für den Edgar Allan Poe Award in der Kategorie „Best Motion Picture Screenplay“

## Synchronisation
Die deutschsprachige Synchronisation entstand im Auftrag der Berliner Synchron, nach einem Dialogbuch von M. Z. Thomas und unter der Dialogregie von Thomas Keck.
| Rolle                   | Schauspieler    | Synchronsprecher  |
| ----------------------- | --------------- | ----------------- |
| Rosemarie Woodhouse     | Mia Farrow      | Traudel Haas      |
| Guy Woodhouse           | John Cassavetes | Michael Chevalier |
| Minnie Castevet         | Ruth Gordon     | Alice Treff       |
| Roman Castevet          | Sidney Blackmer | Konrad Wagner     |
| Edward „Hutch“ Hutchins | Maurice Evans   | Erich Fiedler     |
| Dr. Abraham Sapirstein  | Ralph Bellamy   | Wolfgang Lukschy  |
| Terry Gionoffrio        | Victoria Vetri  | Marianne Lutz     |
| Laura-Louise McBirney   | Patsy Kelly     | Inge Wolffberg    |
| Dr. C. C. Hill          | Charles Grodin  | Claus Jurichs     |

## Veröffentlichung
- Rosemary’s Baby. Paramount Pictures, 2001 (DVD)
- Rosemary’s Baby. The Criterion Collection, Edition no. 630 (DVD & BluRay)
- Rosemary’s Baby. Paramount Pictures, 2013 (BluRay)
- Rosemary’s Baby. Paramount Pictures, 2024 (4k Ultra HD)

## Soundtrack
- Krzysztof Komeda: Rosemary’s Baby. Original Motion Picture Soundtrack. Auf ders.: Film Music: Rosemary’s Baby · The Fearless Vampire Killers. The Complete Recordings of Krzysztof Komeda Vol. 19. Polonia Records, Warschau 1999, Tonträger-Nr. Polonia CD 160